# Pandemie covidu-19 v Indii

Počty onemocnění covidem-19 na 100 000 obyvatel v indických unijních státech k 28. dubnu 2021

Pandemie covidu-19 v Indii byla součástí celosvětové pandemie covidu-19, nemoci dýchacího ústrojí způsobené koronovým virem SARS-CoV-2, která se původně rozšířila z Číny.
První případ covidu-19 v Indii byl zaznamenán 30. ledna 2020 ve státě Kerala.K 26. dubnu 2021 připadal na Indii celosvětově druhý nejvyšší počet úředně potvrzených případů covidu-19 po Spojených státech amerických, a to více než 17 milionů nakažených osob a 195 123 zemřelých.

## Průběh

Průběh nákazy covidem-19 v Indii

### 2020

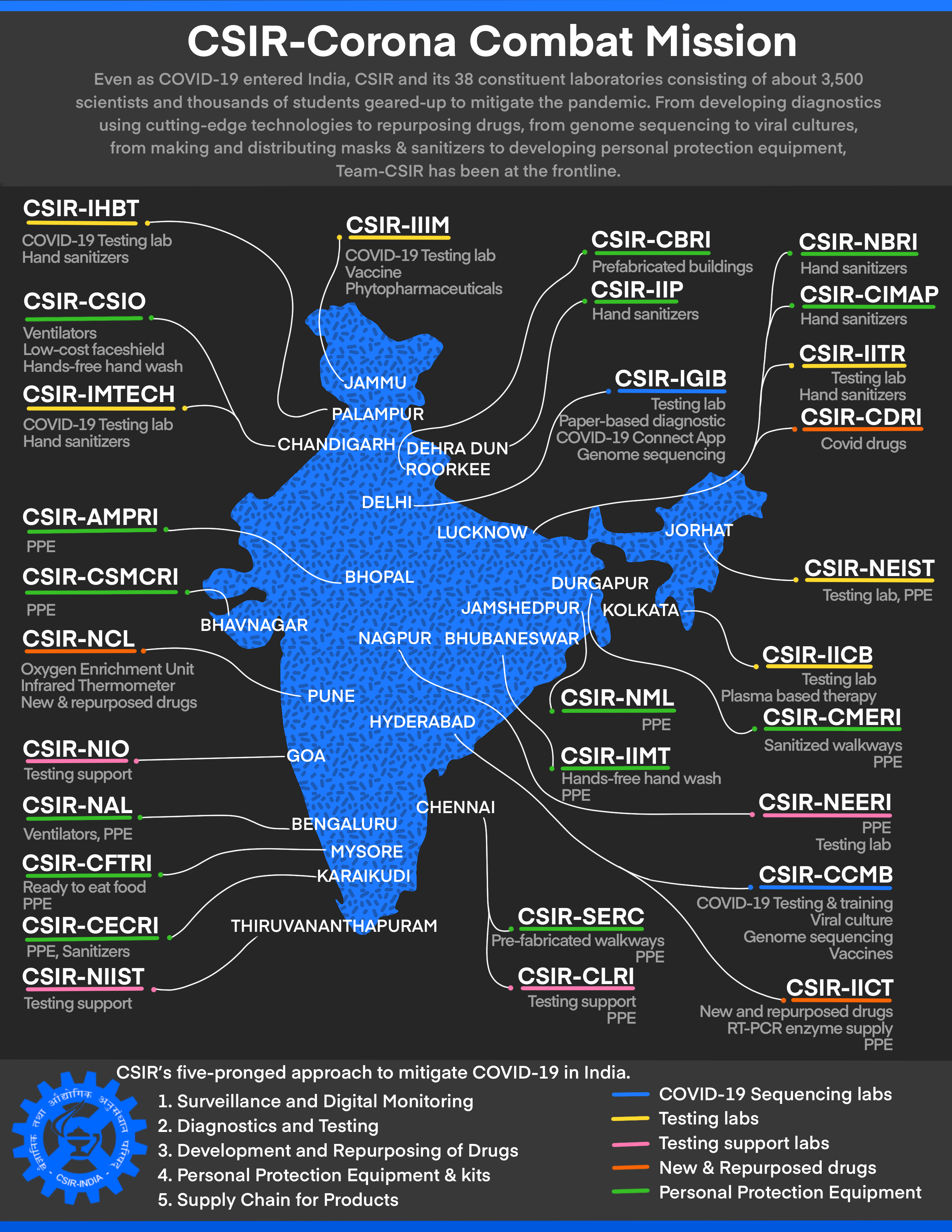
Mapa Indie se symboly opatření pro kontrolu covidu-19, které provádí Council of Scientific and Industrial Research (CSIR, Rada pro vědecký a průmyslový výzkum). Stav k 17. dubnu 2020.

Dne 30. ledna 2020 Indie oznámila svůj první případ nákazy covidem-19, do 3. února to byli tři studenti, kteří se vrátili z čínského Wu-chanu.  Po zbytek února nebyl zaznamenán žádný významný nárůst. Dne 4. března bylo oznámeno 22 nových případů včetně 14členné skupiny Italů – turistů.
Dne 12. března se 76letý muž, který se vrátil ze Saúdské Arábie, stal první obětí tohoto viru v zemi.
Jelikož míra testování patřila v Indii mezi nejnižší na světě, byly uváděné počty značně nižší, než byl celkový počet infikovaných v zemi.
Indie pozastavila všechna turistická víza, protože většina potvrzených případů byla spojena s jinými zeměmi 
Hranici 100 potvrzených případů překročila Indie 15. března 2020, 1000 případů 28. března, 10 000 onemocnění 14. dubna, a 30 000 případů 29. dubna. Počet obětí přesáhl hranici 50 dne 1. dubna 2020, 100 zemřelých 5. dubna, 500 obětí 19. dubna a 29. dubna bylo potvrzených obětí přes 1000.
Dne 22. března 2020 zavedla indická vláda na podnět premiéra Naréndry Módího 14hodinový dobrovolný zákaz vycházení. Na to navázala izolací 75 okresů, kde se vyskytly případy nákazy a uzavřela všechna velká města. Dále dne 24. března nařídil premiér celostátní karanténu po dobu 21 dní, která byla později prodloužena do 3. května. Docházelo k rozsáhlým karanténám, aby se předešlo dalšímu šíření.

Během izolace se číslo R0 zmenšilo, takže se do 6. dubna počet případů zdvojnásobil jen každých 6 dní, do 18. dubna pak každých 8 dní.

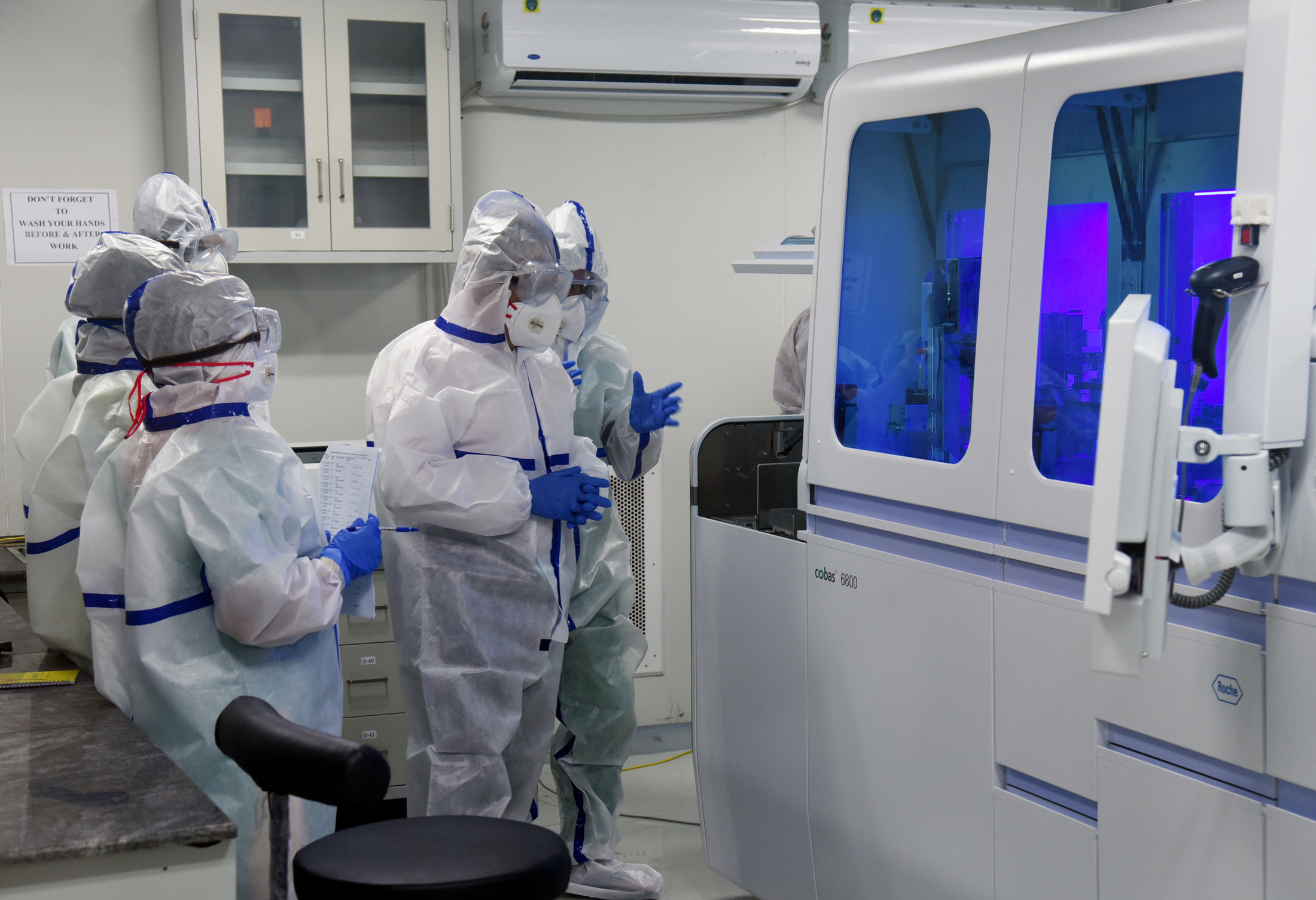
Během své návštěvy Národního centra pro kontrolu nemocí (Centre for Disease Control, NCDC) v Dillí 14. května 2020 zasvětil indický ministr zdravotnictví Harsh Vardhan zařízení pro testování osob COBAS 6800

Michael Ryan, generální ředitel programu pro zdravotní stav obyvatelstva Světové zdravotnické organizace, se tehdy[kdy?] domníval, že Indie má „obrovskou schopnost“ vypořádat se s touto pandemií a jako druhá nejlidnatější země bude mít výsledek v Indii velký dopad na vývoj v celém světě.
Šíření viru bylo také podpořeno tím, že se nadále konaly náboženské akce či pouťě. Například s souvislostí s akcí náboženského hnutí Tablighi Jamaat bylo nakaženo přes 4000 osob.
Dne 6. dubna 2020 bylo v Bombajské nemocnici pozitivně otestováno 26 zdravotních sester a tři lékaři. Nemocnice byla dočasně uzavřena.
Dne 27. srpna 2020 bylo v zemi nakaženo 3 392 295 osob a na následky způsobené nakažením podlehlo 61 725 lidí.

### 2021
Přes všechna opatřeni indické vlády se situace v zemi začala v březnu 2021 a zvláště začátkem dubna prudce zostřovat. Přispěly k tomu i masové pouti Kumbhaméla. Jako hlavní důvody byly uváděny nedostatek disciplíny a stísněné životní podmínky širokých vrstev obyvatelstva, kromě toho však také skutečnost, že se po celém subkontinentu rozšířila dvojitá mutace koronaviru označená jako B.1.617 (zvaná „indická mutace“). Koncem dubna dosáhla epidemie v Indii katastrofálních rozměrů. Podle amerického deníku The Washington Post „rozdrtil koronový virus indický zdravotní systém“ a „pacienti jsou odkázáni sami na sebe“.Ještě pro den 10. února 2021 ohlásila Indie nulový počet nakažených a zemřelých na covid-19. Ke konci dubna 2021 přesáhly denní oficiální počty nově nakažených Indů číslo 300 000. Dramatický byl také nárůst úmrtí na covid-19. Podle grafiky obsažené v listu Washington Post byl oficiální počet nově nakažených osob za den 28. dubna již 379 154, počet zemřelých dosáhl 3 293 osob. V některých městech bylo přistoupeno ke hromadnému spalování mrtvých.
Oficiální údaje o počtech nakažených a obětí na životech byly nadále považovány za velmi podhodnocené. Nadto jsou údaje o zemřelých na covid-19 mnohdy falšovány tak, že jako příčina smrti je uvedena pouze „nemoc“ (citováno podle listu The New York Times).